# تريسي برايس-تومبسون
تريسي برايس-تومبسون (بالإنجليزية: Tracy Price-Thompson)‏ (مواليد 1963) متكلمة وروائية وضابط متقاعدة من فيلق القوات البرية الأمريكي الهندسي. تعتبر من قدامى المحاربين في حرب الخليج الثانية. نشرت سيرتها الذاتية في رواية بعنوان القهوة السوداء في سن السابعة والثلاثين. قصة عن الرومانسية غير المشروعة بين ضابط في القوات البرية للولايات المتحدة ورجل مجند متزوج حيث تم شراؤها بسرعة من قبل راندوم هاوس وأصبحت الرواية أكثر الكتب مبيعا. نشرت منذ ذلك الحين خمس روايات أخرى وهي: شوكولات سانغريا وقيمة المرأة وأحذية نوكين ومع بعض في اسمي و1-900 أي وقت.
فازت رواية قيمة المرأة بجائزة هورستون / رايت للرواية المعاصرة لعام 2005.